# Kamaka kuthae
Kamaka kuthae är en kräftdjursart som beskrevs av Dershavin 1923. Kamaka kuthae ingår i släktet Kamaka och familjen Corophiidae. Inga underarter finns listade i Catalogue of Life.